# Arquidiócesis de Vitória do Espírito Santo
La arquidiócesis de Vitória do Espírito Santo (en latín: Archidioecesis Victoriensis Spiritus Sancti y en portugués: Arquidiocese de Vitória do Espírito Santo) es una circunscripción eclesiástica de la Iglesia católica en Brasil. Se trata de una arquidiócesis latina, sede metropolitana de la provincia eclesiástica de Vitória do Espírito Santo. Desde el 7 de noviembre de 2018 su arzobispo es Dario Campos, de la Orden de Frailes Menores.

## Territorio y organización

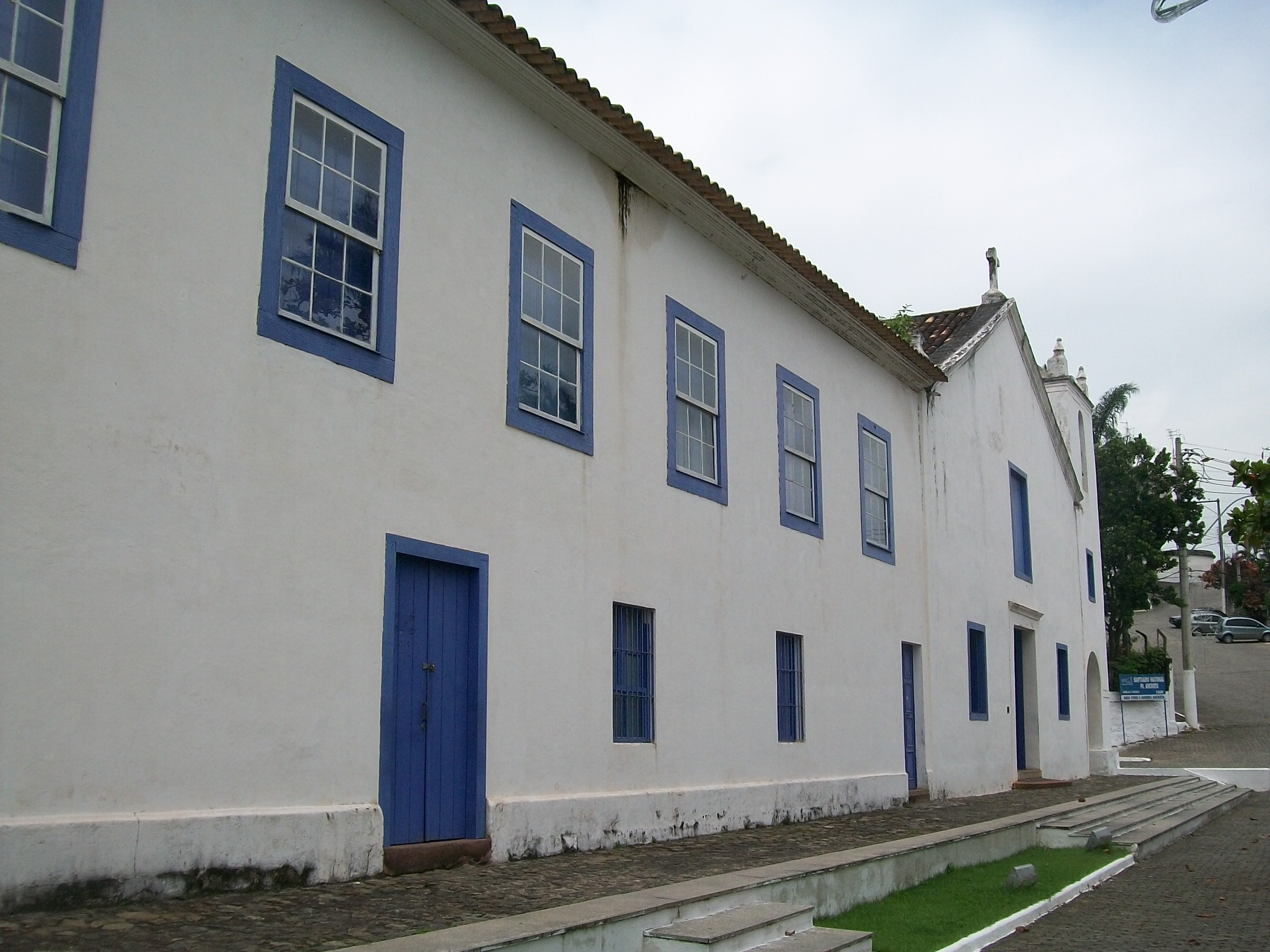
Santuario nacional de San José

La arquidiócesis tiene 7234 km² y extiende su jurisdicción sobre los fieles católicos de rito latino residentes en 15 municipios del estado de Espírito Santo: Vitória, Afonso Cláudio, Alfredo Chaves, Anchieta, Brejetuba, Cariacica, Domingos Martins, Fundão, Guarapari, Marechal Floriano, Santa Leopoldina, Santa Maria de Jetibá, Serra, Viana y Vila Velha.
La sede de la arquidiócesis se encuentra en la ciudad de Vitória, en donde se halla la Catedral de Nuestra Señora de la Victoria y la basílica menor de San Antonio. En Anchieta se encuentra el santuario nacional de San José.
La arquidiócesis tiene como sufragáneas a las diócesis de: Cachoeiro de Itapemirim, Colatina y São Mateus.
En 2020 en la arquidiócesis existían 90 parroquias.

## Historia
La diócesis de Espírito Santo fue erigida el 15 de noviembre de 1895 con el decreto Sanctissimo Domino Nostro del papa León XIII, obteniendo el territorio de la diócesis de Niterói (hoy arquidiócesis de Niterói). Originalmente era sufragánea de la arquidiócesis de San Sebastián de Río de Janeiro. Durante sus dos primeros años estuvo bajo la dirección de un administrador apostólico, João Fernando Tiago Esberard, arzobispo de Río de Janeiro. En 1897 asumió el cargo su primer obispo, João Batista Corrêa Nery.
El 28 de octubre de 1952 con la bula Quantae et semper del papa Pío XII se instituyó el cabildo de canónigos de la catedral.
El 16 de febrero de 1958 cedió partes de su territorio para la erección de las diócesis de Cachoeiro de Itapemirim y São Mateus. Al mismo tiempo, bajo la bula Cum territorium del papa Pío XII, fue elevada al rango de arquidiócesis metropolitana y asumió su nombre actual.
El 23 de abril de 1990 cedió otra porción de su territorio para la erección de la diócesis de Colatina mediante la bula Ex propinquo cotidianoque del papa Juan Pablo II.

## Estadísticas
Según el Anuario Pontificio 2021 la arquidiócesis tenía a fines de 2020 un total de 913 980 fieles bautizados.
| Año                                                                             | Población            | Población | Población      | Sacerdotes | Sacerdotes    | Sacerdotes    | Bautizados por sacerdote | Diáconos permanentes | Religiosos | Religiosos | Parroquias |
| Año                                                                             | Bautizados católicos | Total     | % de católicos | Total      | Clero secular | Clero regular | Bautizados por sacerdote | Diáconos permanentes | Varones    | Mujeres    | Parroquias |
| ------------------------------------------------------------------------------- | -------------------- | --------- | -------------- | ---------- | ------------- | ------------- | ------------------------ | -------------------- | ---------- | ---------- | ---------- |
| 1950                                                                            | 730 000              | ?         | ?              | 74         | 35            | 39            | 9864                     |                      | 19         | 43         | 39         |
| 1963                                                                            | 550 000              | 628 710   | 87.5           | 75         | 38            | 37            | 7333                     |                      | 78         | 236        | 37         |
| 1971                                                                            | ?                    | 771 106   | ?              | 97         | 34            | 63            | ?                        |                      | 97         | 237        | 48         |
| 1980                                                                            | 909 000              | 1 074 000 | 84.6           | 25         | 25            |               | 36 360                   |                      | 22         | 179        | 43         |
| 1990                                                                            | 1 536 054            | 1 736 054 | 88.5           | 80         | 39            | 41            | 19 200                   |                      | 94         | 140        | 53         |
| 1999                                                                            | 939 000              | 1 342 000 | 70.0           | 75         | 37            | 38            | 12 520                   |                      | 54         | 226        | 38         |
| 2000                                                                            | 903 773              | 1 505 126 | 60.0           | 81         | 44            | 37            | 11 157                   |                      | 52         | 168        | 44         |
| 2001                                                                            | 1 053 500            | 1 505 126 | 70.0           | 68         | 38            | 30            | 15 492                   |                      | 34         | 168        | 45         |
| 2002                                                                            | 1 162 055            | 1 719 269 | 67.6           | 83         | 38            | 45            | 14 000                   |                      | 50         | 187        | 42         |
| 2003                                                                            | 1 162 055            | 1 719 269 | 67.6           | 85         | 40            | 45            | 13 671                   |                      | 50         | 187        | 46         |
| 2004                                                                            | 1 868 722            | 2 983 150 | 62.6           | 92         | 43            | 49            | 20 312                   |                      | 54         | 187        | 51         |
| 2010                                                                            | 2 010 000            | 3 210 000 | 62.6           | 138        | 65            | 73            | 14 565                   |                      | 97         | 167        | 64         |
| 2014                                                                            | 1 032 000            | 1 877 000 | 55.0           | 138        | 73            | 65            | 7478                     | 37                   | 92         | 133        | 68         |
| 2017                                                                            | 1 058 000            | 1 924 500 | 55.0           | 133        | 81            | 52            | 7954                     | 44                   | 70         | 68         | 82         |
| 2020                                                                            | 913 980              | 2 193 000 | 41.7           | 165        | 89            | 76            | 5539                     | 67                   | 108        | 173        | 90         |
| Fuente: Catholic-Hierarchy, que a su vez toma los datos del Anuario Pontificio. |                      |           |                |            |               |               |                          |                      |            |            |            |

## Episcopologio
- João Batista Corrêa Nery (Neri) † (29 de agosto de 1896-18 de mayo de 1901 nombrado obispo de Pouso Alegre)
- Fernando de Souza Monteiro, C.M. † (21 de agosto de 1901-23 de marzo de 1916 falleció)
- Benedito Paulo Alves de Souza † (28 de enero de 1918-28 de julio de 1933 renunció[nota 2])
- Luiz Scortegagna † (28 de julio de 1933 por sucesión-1 de diciembre de 1951 falleció)
- José Joaquim Gonçalves † (15 de diciembre de 1951-14 de marzo de 1957 nombrado obispo auxiliar de Rio Preto[nota 3])
- João Batista da Mota e Albuquerque † (29 de abril de 1957-27 de abril de 1984 falleció)
- Silvestre Luís Scandián, S.V.D. † (27 de abril de 1984 por sucesión-14 de abril de 2004 renunció)
- Luiz Mancilha Vilela, SS.CC. † (14 de abril de 2004 por sucesión-7 de noviembre de 2018 retirado)
- Dario Campos, O.F.M., desde el 7 de noviembre de 2018